# Aleksandr Savin

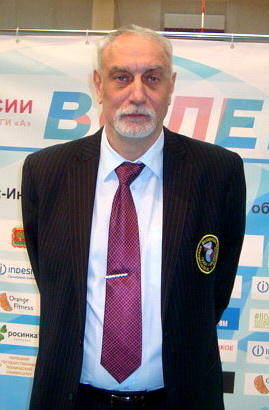
Aleksandr Savin

Aleksandr Savin, född 1 juli 1957 i Taganrog, är en före detta sovjetisk volleybollspelare.
Savin blev olympisk guldrmedaljör i volleyboll vid sommarspelen 1980 i Moskva.